# Efim Naumovič Bronfman
(Yefim Bronfman, intervista al Milwaukee Journal)
Efim "Fima" Naumovič Bronfman, in russo Ефим Наумович Бронфман? (Tashkent, 10 aprile 1958), è un pianista russo-israeliano.

## Biografia
Nasce a Tashkent, allora in Unione Sovietica, oggi Uzbekistan, nel 1958 da madre pianista e padre violinista. All'età di quindici anni, nel 1973, emigra con la sua famiglia in Israele, dove studia pianoforte con Arie Vardi, direttore dell'Accademia musicale Rubin presso l'Università di Tel Aviv. Bronfman farà il suo debutto professionale con l'Orchestra filarmonica d'Israele nel 1974 e internazionalmente l'anno seguente con Zubin Mehta e la Montreal Symphony Orchestra. 
Durante tutto il 1976 Bronfman gira gli Stati Uniti con l'Israel Philharmonic Orchestra suonando il Concerto per pianoforte e orchestra n. 3 di Rachmaninov. Nello stesso anno emigra negli Stati Uniti e studia alla Juilliard School di Marlboro. Fra i suoi maestri si annoverano Rudolf Firkušný, Leon Fleisher e Rudolf Serkin.
Al Grand Théâtre di Ginevra nel 1987 esegue un concerto con Isaac Stern e nel 1989 tiene un recital.
Nel 1989 gli viene data la cittadinanza americana.
Nel 1991 esegue un concerto al Teatro alla Scala di Milano con Stern.
Nel 2002 per il Teatro La Fenice di Venezia tiene un recital al Teatro Malibran.
Alla Carnegie Hall per il Metropolitan Opera House di New York nel 2008 esegue il Concerto da camera per Pianoforte e Violino con 13 strumenti a fiato di Berg e nel 2012 il Concerto per pianoforte e orchestra n. 5 (Beethoven) diretto da Fabio Luisi.

## Discografia e repertorio
Yefim Bronfman è un pianista prevalentemente romantico e tardo romantico, come testimonia il suo vasto repertorio riferito a questo periodo storico: Beethoven, Brahms, Prokofiev, Rachmaninov e Pëtr Il'ič Čajkovskij sono gli autori da lui più eseguiti. È inoltre il primo esecutore del concerto per pianoforte di Esa-Pekka Salonen

Ha collaborato assiduamente con il violinista Shlomo Mintz, con il quale ha inciso le Sonate per Violino di Franck, Debussy, Ravel e Fauré.
- Bartók: The Three Piano Concertos - Yefim Bronfman, Esa-Pekka Salonen & Los Angeles Philharmonic, 1995 Sony - Miglior interpretazione solista di musica classica con orchestra (Grammy) 1997.
- Johannes Brahms: Lieder e Liebeslieder Walzer op. 52 e 65. Andrea Rost, S; Magdalena Kožená, A; Matthew Polenzani, T; Thomas Quasthoff, Bar. Duo pianistico Yefim Bronfman e James Levine. Registrazione live dal Festival di Verbier 2003. CD Deutsche Grammophon, EAN: 0028947960447 (2016).